# 1658

## Събития
- 15 май – в Елбасан е учреден е първия еснаф на Балканите

## Починали
- 3 септември – Оливър Кромуел, английски политик